# Anthrenus sarnicus
Anthrenus sarnicus is een keversoort uit de familie spektorren (Dermestidae). De wetenschappelijke naam van de soort werd in 1963 gepubliceerd door Mroczkowski.